# 卡普唐甘杰
卡普唐格阿恩杰（Kaptanganj），是印度北方邦Kushinagar县的一个城镇。总人口11493（2001年）。

## 人口
该地2001年总人口11493人，其中男性6036人，女性5457人；0—6岁人口1899人，其中男957人，女942人；识字率52.21%，其中男性为61.66%，女性为41.74%。